# Pseudohorus transvaalensis
Pseudohorus transvaalensis är en spindeldjursart som först beskrevs av Beier 1956.  Pseudohorus transvaalensis ingår i släktet Pseudohorus och familjen Olpiidae.

## Underarter
Arten delas in i följande underarter:
- P. t. fenestratus
- P. t. transvaalensis